# Joseph Athale
 (avril 2025).
Si vous disposez d'ouvrages ou d'articles de référence ou si vous connaissez des sites web de qualité traitant du thème abordé ici, merci de compléter l'article en donnant les références utiles à sa vérifiabilité et en les liant à la section « Notes et références ».
Joseph Georges Athale, né le 11 juillet 1995 à Ouvéa en Nouvelle-Calédonie, est un footballeur international néo-calédonien jouant au poste de milieu de terrain. Il joue actuellement pour l’Olympique Saint-Quentin, en France.

## Biographie

### Carrière en club
Joseph Athale commence sa carrière professionnelle en 2013 au FC Gaïtcha, un club de première division de Nouvelle-Calédonie. Il évolue ensuite à l’AS Lössi (2015–2016), puis à l’AS Wetr (2016) et à l’AS Magenta (2016–2019).
En 2019, il rejoint le Hienghène Sport, avec lequel il remporte la Ligue des champions de l'OFC 2019. Ce succès permet au club de participer à la Coupe du monde des clubs de la FIFA 2019, lors de laquelle Athale dispute l’intégralité du match contre Al Sadd SC.
En janvier 2023, il signe en France avec l’Olympique Saint-Quentin, club évoluant en National 2.

### Carrière internationale
Athale représente la Nouvelle-Calédonie dans les catégories U20 et U23 avant de faire ses débuts avec la sélection senior le 25 mars 2016 lors d’un match amical contre le Vanuatu.
Depuis, il a été sélectionné à 19 reprises et a inscrit 3 buts.

## Palmarès

### En club
Avec Hienghène Sport :
- Championnat de Nouvelle-Calédonie
  - Champion : 2019
- Coupe de Calédonie
  - Vainqueur : 2019
- Ligue des champions de l'OFC
  - Vainqueur : 2019